# Saint-Jean-de-Vaulx
Saint-Jean-de-Vaulx es una comuna francesa situada en el departamento de Isère, en la región de Auvernia-Ródano-Alpes.

## Demografía
| 203 | 174 | 131 | 226 | 331 | 451 | 529 |
| Para los censos de 1962 a 1999 la población legal corresponde a la población sin duplicidades (Fuente: INSEE [Consultar]) |     |     |     |     |     |     |